# 신곡중학교 (경기)
신곡중학교(新谷中學校)는 대한민국 경기도 의정부시 신곡동에 있는 공립 중학교이다.

## 학교 연혁
- 1992년 9월 9일 : 신곡중학교 14학급 설립인가
- 1993년 3월 1일 : 제1대 송장남 교장 취임
- 1993년 3월 2일 : 제1회 입학식(14학급)
- 1993년 11월 17일 : 보통교실 19,특별교실 5실 증축
- 1996년 2월 16일 : 제1회 졸업식(졸업생 688명)
- 2011년 3월 15일 : 다목적강당(드림홀) 준공
- 2023년 3월 1일 : 제9대 최규민 교장 취임
- 2024년 1월 5일 : 제29회 졸업식(263명 졸업) (졸업생 총계 13,630명)
- 2024년 3월 4일 : 제32회 입학식(신입생 274명)

## 참고 자료
- 신곡중학교 - 한국교육학술정보원 학교알리미